# Bright Eyes
Bright Eyes (с англ. — «ясные глаза») — американская рок-группа, образовавшаяся в 1995 году, в состав которой вошли: Конор Оберст (en:Conor Oberst) — вокал, гитара, автор песен, Майк Моджис (en:Mike Mogis) — мультиинструменталист, продюсер, Нет Уолкотт (en:Nate Walcott) — духовые, фортепиано и сессионные музыканты, прежде всего представители инди-сцены Омахи. Bright Eyes записываются на Saddle Creek Records (американский лейбл, распространяемый при помощи Sony Corporation). В 2004 синглы «Lua» and «Take It Easy (Love Nothing)» заняли два первых места чарта Billboard en:Hot 100 Singles Sales через две недели после их одновременного релиза.

## История

### Начало
Гитарист/вокалист Конор Оберст, фронтмен группы Commander Venus, которая распалась в 1997 году, решил сосредоточиться на своём новом проекте — Bright Eyes. Название группы появилось из песни «Bright Eyes», которая была написана Майком Баттом (en:Mike Batt) и исполнена Артом Гарфанкелом. Эта песня фигурировала в фильме «Опаснейшее путешествие» (Watership Down). Есть ещё одна версия происхождения названия группы, по которой название взялось из фильма 1968 года «Планета обезьян» (Planet of the Apes), в котором Зира назвала ласково Колонея Тейлора — «Bright Eyes». В 1998 публике были представлены 20 песен, приготовленных Оберстом для первого официального альбома Bright Eyes — en:A Collection of Songs Written and Recorded 1995-1997. В записи альбома Оберст экспериментировал с драм-машиной, клавишными и другими инструментами. Звук варьировался от ноющего вокала и акустической гитары до техно-эффектов и синтезаторов. Реакция критиков была негативной. Например, Allmusic писал: «песни очень слабые, потому что вокал напоминает нечленораздельное бормотание ребёнка. Из-за этого какой-либо баланс в музыке, хрупкий однако, был утерян, кроме этого был утерян ещё и слушатель».

### Letting Off the Happiness
Второго ноября 1998 года Saddle Creek Records представил публике Letting Off the Happiness, альбом, состоящий из десяти песен, который может похвастаться более цельным и чистым звуком, чем предыдущий. Он был преимущественно записан в подвале дома семьи Оберстов в Омахе на аналоговый восьмидорожечный магнитофон. Также кое-какая запись была сделана в студии Энди Лимастера (Andy Lemaster) Афины, Джорджия. И хотя практически все треки предполагали полную группу, «June on the West Coast» была исполнена только с использованием акустической гитары и вокала. «Padraic My Prince» рассказывает выдуманную драматическую историю о смерти его маленького брата, полную символических посланий и значений. Оберст сослался в этой песне на «Cartoon Blues», вошедший в EP Four Winds.

### Every Day and Every Night EP
В ноябре 1999 Bright Eyes выпустили мини-альбом Every Day and Every Night, в который вошли «Neely O’Hara» и «A Perfect Sonnet».

### Fevers and Mirrors
В 2000 был выпущен Fevers and Mirrors. Он стал демонстрацией улучшения качества продукции и музыкального видения группы. Новые инструменты, такие как флейта, пианино и аккордеон были представлены в новых аранжировках песен. После «An Attempt to Tip the Scales» на радио появилось пародийное интервью, которое сделал Тодд Финк (Todd Fink) из The Faint. Он изображал Оберста, читая его рукопись. В этом интервью ненастоящий Оберст дал странное, противоречивое толкование своей позиции в музыке. Оно характеризовало тексты лицемерными и неискренними. Такие тексты стали появляться, когда группа стала набирать обороты. На эти замечания был дан ответ, что тексты предназначены для индивидуального осмысления. Позже Конор прокомментировал это интервью: «Это была всего лишь возможность повеселиться, потому что запись весьма паршивая. Я имею в виду, что это одна часть меня самого, но я тоже люблю повеселиться и посмеяться».

### Lifted
Начиная с альбома Lifted or The Story Is in the Soil, Keep Your Ear to the Ground 2002 года, Bright Eyes стали одной из известнейших «новых» групп года. На них обратили внимание. Последовали несколько заметок в таких журналах, как The New York Times, The Los Angeles Times, Time, Rolling Stone, Blender, и Spin, многие из которых провозгласили Конора Оберста новым значительным исполнителем. Альбом имел коммерческий успех. Было продано более 250 тысяч копий, что было прорывом для лейбла и для всех подобных групп в то время. Оберст утверждал, что до того, как записать эту пластинку, у него и Майка Моджиса родилась идея о «грандиозном звучании», которое на самом деле можно наложить на слова. Также это был первый альбом, который Оберст записал после того, как ушёл из Desaparecidos.

### I’m Wide Awake, It’s Morning и Digital Ash in a Digital Urn
Во время предвыборной кампании 2004 года, Bright Eyes гастролировали с Bruce Springsteen и R.E.M.. Тур назвался Vote for Change. Тогда Bright Eyes попали на глаза широкой публики. Конор Оберст спел несчётное количество дуэтов с исполнителями, подобными Springsteen или Neil Young.
В ноябре 2004 года вышли два сингла «Lua» и «Take It Easy (Love Nothing)», занявших два первых места в Billboard Hot 100 Single Sales. Это был первый случай в чарте за последние семь лет.
25 января 2005 года свет увидели два совершенно разных альбома группы: фолковый, почти акустический I’m Wide Awake, It’s Morning и электронный Digital Ash in a Digital Urn. За их выходом последовало мировое турне в поддержку этих альбомов. Первая часть тура была в поддержку I’m Wide Awake, It’s Morning, а вторая — Digital Ash in a Digital Urn. К концу января 2005 I’m Wide Awake, It’s Morning занял 10 место в чартах Billboard, а Digital Ash in a Digital Urn — 15. В начале 2005 года Bright Eyes выступали на разогреве у R.E.M. во время их тура по Австралии и были хедлайнерами на фестивалях сами.
Bright Eyes также активно выступали против медиа — компании Clear Channel. Оберст поддержал бойкот всех событий, радиостанций Clear Channel. Возможно наиболее публичное выступление против компании случилось на Shortlist Awards в Wiltern Theatre в Лос-Анджелесе 5 октября 2003 года. А 9 ноября 2005 года Bright Eyes отменили свой концерт, который должен был пройти 12 ноября в Сент-Луисе, когда узнали, что концерт будет спонсировать Clear Channel.
На PLUG Independent Music Awards 2006[12] Bright Eyes выиграли в номинациях Артист года и Песня года, а также получили специальную награду за клип «First Day of My Life» на 17th Annual GLAAD Media Awards[13]. Кроме того Time включила I’m Wide Awake, It’s Morning в список главных альбомов 2005 года. Позже вышел концертный альбом Motion Sickness.
После выпуска трёх альбомов в 2005 году Оберст заявил, что не планирует в 2006 году выпуск нового альбома. 24 октября 2006 года вышел сборник редких вещей — Noise Floor (Rarities: 1998—2005).

### Cassadaga
Bright Eyes выпустили EP Four Winds в марте 2007 года и студийный альбом Cassadaga в апреле. Песню Endless Entertainment распространили по Интернету, через официальный сайт ThisIsBrightEyes.com. В издании 2007 года Rolling Stone включил Four Winds в топ 100 песен года.
В поддержку этого альбома группа отправилась в турне по Северной Америке, которое длилось с февраля по май, потом был тур по Европе и Японии, который длился с июня по июль. В состав группы входило 12 музыкантов, в том числе и 2 барабанщика.
Во время выхода на бис 19 мая 2007 года Ryman Auditorium в Теннеси Оберст представил новую песню вместе с Гиллиан Уэлч и Дэвидом Ролингзом, названную Man Named Truth. Конор сказал, что эта песня была закончена в гримерке тем вечером.
4 июня 2007 года группа представила песню Hot Knives на The Late Show With David Letterman.
Двойной сингл с Hot Knives и If the Brakeman Turns My Way был издан 9 июля 2007 года.
В августе 2007 группа отложила три английских концерта из-за болезни. Они анонсировали тур по Англии, а в сентябре его отменили.
Bright Eyes участвовали в собрании в поддержку Барака Обамы в Омахе 7 февраля 2007 года.
В ноябре 2008 группа начала работу над новым альбомом в Небраске.

## Состав
Конор Оберст — вокал, гитара, клавишные, бас-гитара.

Майк Моджис — банджо, мандолина, педальная слайд-гитара, электрогитара.

Нет Уолкотт — орган, тромбон, аккордеон, keytar.

## Альбомы
| Альбом                                                          | Дата выпуска    | Лейбл                | Позиции в чартах | Позиции в чартах |
| Альбом                                                          | Дата выпуска    | Лейбл                | US               | UK               |
| --------------------------------------------------------------- | --------------- | -------------------- | ---------------- | ---------------- |
| A Collection of Songs Written and Recorded 1995—1997            | Январь 1998     | Saddle Creek Records | -                | -                |
| Letting Off the Happiness                                       | 2 ноября 1998   | Saddle Creek Records | -                | -                |
| Fevers and Mirrors                                              | 29 мая 2000     | Saddle Creek Records | -                | -                |
| Lifted or The Story Is in the Soil, Keep Your Ear to the Ground | 13 августа 2002 | Saddle Creek Records | 161              | 138              |
| A Christmas Album                                               | конец 2002      | Saddle Creek Records | -                | -                |
| I’m Wide Awake, It’s Morning                                    | 25 января 2005  | Saddle Creek Records | 10               | 23               |
| Digital Ash in a Digital Urn                                    | 25 января 2005  | Saddle Creek Records | 15               | 43               |
| Motion Sickness: Live Recordings                                | 15 ноября 2005  | Team Love            | -                | -                |
| Noise Floor (Rarities: 1998—2005)                               | 24 октября 2006 | Saddle Creek Records | -                | -                |
| Cassadaga                                                       | 10 апреля 2007  | Saddle Creek Records | 4                | 13               |
| The People's Key                                                | 2011            |                      |                  |                  |